# ムースピリ
『ムースピリ』（ムスピリ、ムスピッリーとも、Muspilli）は、古高ドイツ語による叙事詩としてはわずかに2つ残存している作品のうちの1つである。

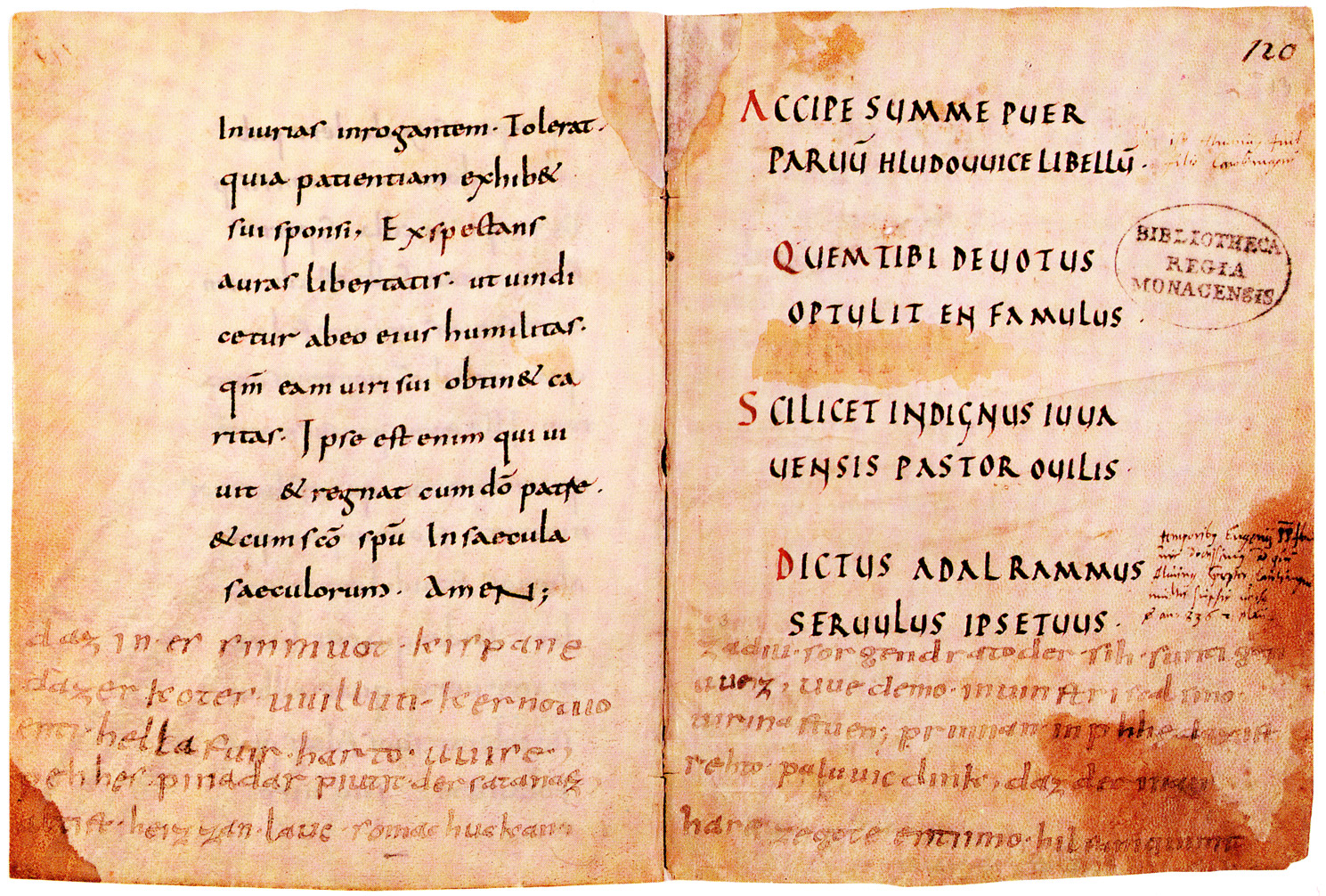
9世紀からある『ムースピリ』の写本のページ。上部の830年頃のラテン語の文章の下に、870年頃に古いバイエルン語の詩が書き加えられた。現在は、「Clm 14098」と名付けられ、ミュンヘンのバイエルン州立図書館に保管されている。 f. 119v と 120r。

もう1つの詩が『ヒルデブラントの歌』である。

## 概要
『ムースピリ』は870年頃に成立したと考えられているが、現存するものは詩の冒頭と結末が欠落している。
テキストの断片のほとんどは、ルートヴィヒ2世の蔵書の写本の余白や空いたページに記録されている。ラインフランク語が混入し、不慣れな筆跡であることから、ルートヴィヒ2世本人が書き込んだものと考えられる。写本は現在、ドイツのバイエルン州立図書館に保管されている（写本番号： Clm. 14098）。
1817年に再発見されたその詩は、ヨハン・アンドレアス・シュメラーによって、テキストで重要な語にちなんで『Muspilli』というタイトルをつけられ、1832年に最初に出版された。
「Muspilli」は、古高ドイツ語の既存の全文献中に1回だけ見られ、古サクソン語「Mūd-/Mūtspelli」に対応する単語であるが、語源も意味もはっきりしていない。しかしこの詩が記述するのは、業火（ekpyrosis）による世界の何らかの劇的な最後だと推測されている。
詩は、ゲルマン民族の初期のキリスト教的精神が表現された一例である。エリヤと反キリスト、最後の審判を主題にしつつ、ゲルマン人の古い信仰の要素を聖書やキリスト教の概念に結合させている。
テキストの焦点は、まず死後の魂の運命に合わせられる。多くの天国と地獄の軍勢が死んだ個々人の魂を巡って戦い、勝利をした方が戦利品としてその魂を奪い去っていく。（1節 - 37節）
主題はもう一つの戦いに移り、最後の審判に先立って起こるエリヤと反キリストとの戦いが描かれる。この2人の戦士は、それぞれが神と悪魔のために戦う。反キリストは倒れるであろうが、エリヤもまた傷つき、血を大地に滴らせるであろうこと、そしてその血によって世界が業火に包まれるであろうこと、即ちmuspilliの到来が予告される。（38節 - 56節）
詩の残る部分は、キリストの復活と最後の審判の日に関連している。（57節 - 103節）

## 抜粋
44節 - 54節：
der antichristo         stēt pī demo altfīante,
stēt pī demo Satanāse,         der inan varsenkan scal:
pīdiu scal er in deru wīcsteti         wunt pivallan
enti in demo sinde         sigalōs werdan.
Doh wānit des vilo ... gotmanno,
daʒ Elīas in demo wīge         arwartit werde.
daʒ Elīases pluot         in erda kitriufit,
Sō inprinnant die perga,         poum ni kistentit
ēnīch in erdu,         ahā artruknēnt,
muor varswilhit sih,         swilizōt lougiu der himil,
māno vallit,         prinnit mittilagart,
大意：
反キリストはサタンと共に立っている。その反キリストをエリヤは滅ぼす。勝利のない戦闘の果てに、エリヤは傷ついて戦場に倒れる。その時、山は焼かれ、樹木は倒れる。地上には何もない。水は乾き、海は飲み込まれ、火焔が天を焼き、月は落ち、ミズガルズは炙られる。）

## 註
1. ↑  高橋、p.374。
2. ↑  Johann Andreas Schmeller。ドイツ語学者、バイエルン方言の研究者。詩歌集『カルミナ・ブラーナ』を編纂し題名をつけた人物である。
3. ↑  高橋、p.375。
4. ↑  高橋、p.218。
5. ↑  英語版にある英訳では「エリヤの血が滴る時」となっているが、高橋輝和「ムースピリの思想と構成」（『岡山大学文学部紀要』通号7、1986年）196-197頁において、写本原本に推読された箇所があり、「反キリストが敗北した時」に世界の炎上が始まると考えるべきと述べられている。